# Il'vir Chuzin
Il'vir Il'darovič Chuzin (in russo Ильвир Ильдарович Хузин?; traslitterazione anglosassone Ilvir Ildarovich Khuzin; Neftekamsk, 14 giugno 1990) è un bobbista russo.

## Biografia
Compete dal 2008 come frenatore per la squadra nazionalerussa e per le prime tre stagioni della sua carriera gareggiò in Coppa Europa e dal 2010/11 anche in Coppa Nordamericana. Si distinse nelle categorie giovanili vincendo una medaglia d'argento ai campionati mondiali juniores, ottenuta nel bob a quattro ad Igls 2012 con Aleksej Stul'nev alla guida.
Esordì in Coppa del Mondo all'avvio della stagione 2011/12, il 4 dicembre 2011 ad Igls piazzandosi al diciannovesimo posto nel bob a quattro, conquistò il suo primo podio il 24 novembre 2012 a Whistler (2º nel bob a quattro) e la sua prima vittoria il 16 gennaio 2016 a Park City sempre nel bob a quattro con Aleksandr Kas'janov, Aleksej Puškarëv ed Aleksej Zajcev.
Alle olimpiadi casalinghe di Soči 2014 si classificò al 4º posto nel bob a quattro pilotato da Kas'janov arrivando a soli tre centesimi di secondo dalla medaglia di bronzo ottenuta dalla nazionale statunitense guidata da Steven Holcomb. Il 29 novembre 2017 la commissione disciplinare del Comitato Olimpico Internazionale prese atto delle violazioni alle normative antidoping compiute da Chuzin in occasione di quelle Olimpiadi, annullando conseguentemente il risultato ottenuto e proibendogli di partecipare a qualunque titolo a future edizioni dei Giochi olimpici. Il 1º febbraio 2018 il Tribunale Arbitrale dello Sport, dopo aver preso in esame il ricorso presentato da Chuzin, ha confermato la squalifica comminatagli dal CIO, annullando tuttavia il divieto di partecipare a qualunque titolo a future edizioni delle olimpiadi.
Ha partecipato inoltre a due edizioni dei campionati mondiali dove vinse la medaglia di bronzo nella gara a squadre a Winterberg 2015 mentre fu settimo nel bob a quattro. Nelle rassegne continentali vantava una medaglia d'argento ottenuta a La Plagne 2015 nella specialità a quattro.
Il 16 gennaio 2019 la IBSF confermò le sanzioni inflitte a Chuzin in seguito alla vicenda doping di Soči 2014, sospendendolo sino al 12 dicembre 2020 e escludendolo da tutti i risultati ufficiali ottenuti a partire dal 14 febbraio 2014 sino a quella data.. Le vennero quindi revocate anche le medaglie mondiali ed europee.

## Palmarès

### Mondiali juniores
- 1 medaglia:
  - 1 argento (bob a due ad Igls 2012).

### Coppa del Mondo
- 3 podi (tutti nel bob a quattro):
  - 1 secondo posto;
  - 2 terzi posti.

### Circuiti minori

#### Coppa Europa
- 6 podi (tutti nel bob a quattro):
  - 4 vittorie;
  - 2 secondi posti.

#### Coppa Nordamericana
- 2 podi (nel bob a quattro):
  - 1 vittoria;
  - 1 terzo posto.